# Microsoft Store
Microsoft Store (раніше Windows Store) — платформа цифрової дистрибуції операційних систем Windows 8 та похідної Windows 8.1, Windows Server 2012, Windows 10 і Windows 11. Платформа призначена для покупок, завантаження й оновлення комп'ютерних програм. Через Microsoft Store можуть поширюватися як безкоштовні, так і платні програми. Платні коштують від 1.49 до 999.99 доларів США. Вперше платформа з'явилася під назвою Windows Store у Windows 8 Consumer Preview 29 лютого 2012 року.
На 2018 рік у магазині доступно понад 669 000 програм.

## Можливості

Знімок екрану Microsoft Store

Microsoft Store є доступною для користування всім, хто має обліковий запис Microsoft Outlook. Деякі застосунки з програми, такі як переглядач зображень або аудіоплеєр Groove, постачаються разом з Windows 10 і є стандартними застосунками. Окрема програма, що використовується для доступу в магазин програм, є компонентом Windows 8 і 10. Windows Store на основі пошуків і оцінок користувача формує перелік пропонованих програм, який відображається на головній сторінці.
Магазин програм пропонує як прикладні застосунки (офісні програми, спілкування, ЗМІ, перегляд і створення медіа, оптимізація роботи), так і відеоігри. Існують безкоштовні і платні програми, оцінка яких відображається в національних валютах, залежно від вказаного місцерозташування користувача. Поряд з іншими валютами, підтримується і гривня. На деякі платні програми можуть діяти тимчасові знижки. Деякі платні програми доступні в демонстраційних версіях безкоштовно. Також підтримуються подарункові коди, після введення яких товар можна буде завантажити.
Коло пристроїв, на яких можна запускати програми, неоднакове. Більшість призначені однаково як для ПК, так і смартфонів під управлінням як старіших Windows Mobile так і сучасних смартфонів з ОС Windows Phone. Деякі додатково підтримують шоломи віртуальної реальності, медіа-концентратори, гральну консоль Xbox One.
Застосунки поділяються за категоріями, відповідно до призначення, такими як бізнес, новини, соцмережі, фото, відео та інші. Ігри категоризовані як за жанрами (стратегії, шутери, головоломки і т.д.), так і за додатковими можливостями (сімейні, інструменти розробки, освітні). Серед них окремо виділяються ігри, які підтримують сервіс Xbox Live. В них можливо отримувати досягнення, змагатися з друзями і поширювати записи відеоігор, вступати в клуби за інтересами.

## Історія

### Передісторія
Microsoft раніше підтримувала аналогічну цифрову систему розсилки програмного забезпечення під назвою Windows Marketplace, що дозволило споживачам купувати програмне забезпечення через Інтернет та завантажувати його на свій комп'ютер — онлайн ключі продукту та ліцензії.

## Керівництво
Аналогічно до Windows Phone Store, Windows Store регулюється Microsoft. Програмісти повинні отримати схвалення від Microsoft після чого їхній застосунок стає доступним в Windows Store. Забороненими є програми, що містять:
1. Будь-який вміст для дорослих (наприклад, той, що має рейтинг PEGI «18», ESRB «Тільки для дорослих» або еквіваленти).
2. Дискримінацію, ненависть чи насильство на основі приналежності до певної расової, етнічної, національної, мовної, релігійної, або іншої соціальної групи або за ознакою статі, віку або сексуальної орієнтації.
3. Вміст чи функціональність, яка сприяє незаконній діяльності чи заохочує до неї.
4. Непристойний вміст.
5. Мають наклепницький характер.
6. Заохочують, полегшують, або прикрашають надмірне, або безвідповідальне вживання алкоголю, тютюнових виробів, наркотиків, або зброї.
7. Заохочують, полегшують, або прикрашають екстремальне, або безпричинне насильство, порушення прав людини, застосування зброї проти людини або тварини в реальному світі.
8. Надмірну ненормативну лексику.

Microsoft залишає за собою право видаляти існуючі застосунки на пристроях Windows, як вказано в умовах використання Windows Store, але Microsoft не несе ніякої відповідальності щодо запобігання втрати даних внаслідок видалення програми.
Microsoft зіткнулася з критикою свого, спочатку непослідовного, виконання керівних принципів – рейтингів для ігор в різних регіонах. Керівні принципи раніше уточняли, що вміст, який перевищує рейтинг PEGI «16», або ESRB, не допускають до Windows Store. Критики та публікації зазначили розбіжності між двома системами, а ряд великих відеоігор рейтингу «Mature» від ESRB (такі як, наприклад, BioShock) були оцінені «18» за PEGI, теоретично забороняючи їх продаж у Windows Store в Європі. 25 жовтня 2012 представник Microsoft заявив, що керівні принципи рейтингів будуть змінені в грудні 2012 для пояснення цієї розбіжності.

## Інструменти розробника
Microsoft Store надає інструменти для розробників, щоб відстежувати свої застосунки в Store. Можна відстежувати завантаження, фінансові дані, прийняття та рейтинги.